# Staddijk
Staddijk is een straat, een dunbevolkte buurt en een stadspark aan de westzijde van het stadsdeel Dukenburg in Nijmegen. Op 1 januari 2023 telde de wijk 235 inwoners, verdeeld over 37 woningen, met een gemiddelde WOZ-waarde van € 341.000, op een oppervlakte van 2,02 km².
De Staddijk bestaat uit een noord-zuid verlopende dijk met enkele verspreide huizen, die evenwijdig loopt met de A73, een gelijknamig stadspark en een tweetal groepen sportaccommodaties. In het noorden van de buurt ligt een klein, voormalig woonwagenkamp aan de Teersdijk. Dit kamp is omgevormd tot een nieuwe woonwijk. In 2010 is voor het stadsdeel Dukenburg in het stadspark ook een kinderspeeltuin aangelegd, de Speeldijk.
In het park Staddijk is nog een restant aanwezig van een verwilderd riviersysteem dat oorspronkelijk in het gehele stadsdeel Dukenburg in de ondergrond te vinden was. Dit is een zeer uniek restant van een verwilderd riviersysteem uit het late Pleistoceen. Het is ontstaan na de laatste ijstijd, toen veel water werd afgevoerd door een groot aantal ondiepe geulen die zich regelmatig verlegden. Vanuit wetenschappelijke hoek is eind jaren 60 nog verzet geweest tegen de bebouwing van Dukenburg. De plannen voor de bebouwing van Dukenburg zijn wel doorgegaan, maar op onderdelen enigszins aangepast. Zo is een deel van dit systeem behouden in het park Staddijk.

## Afbeeldingen

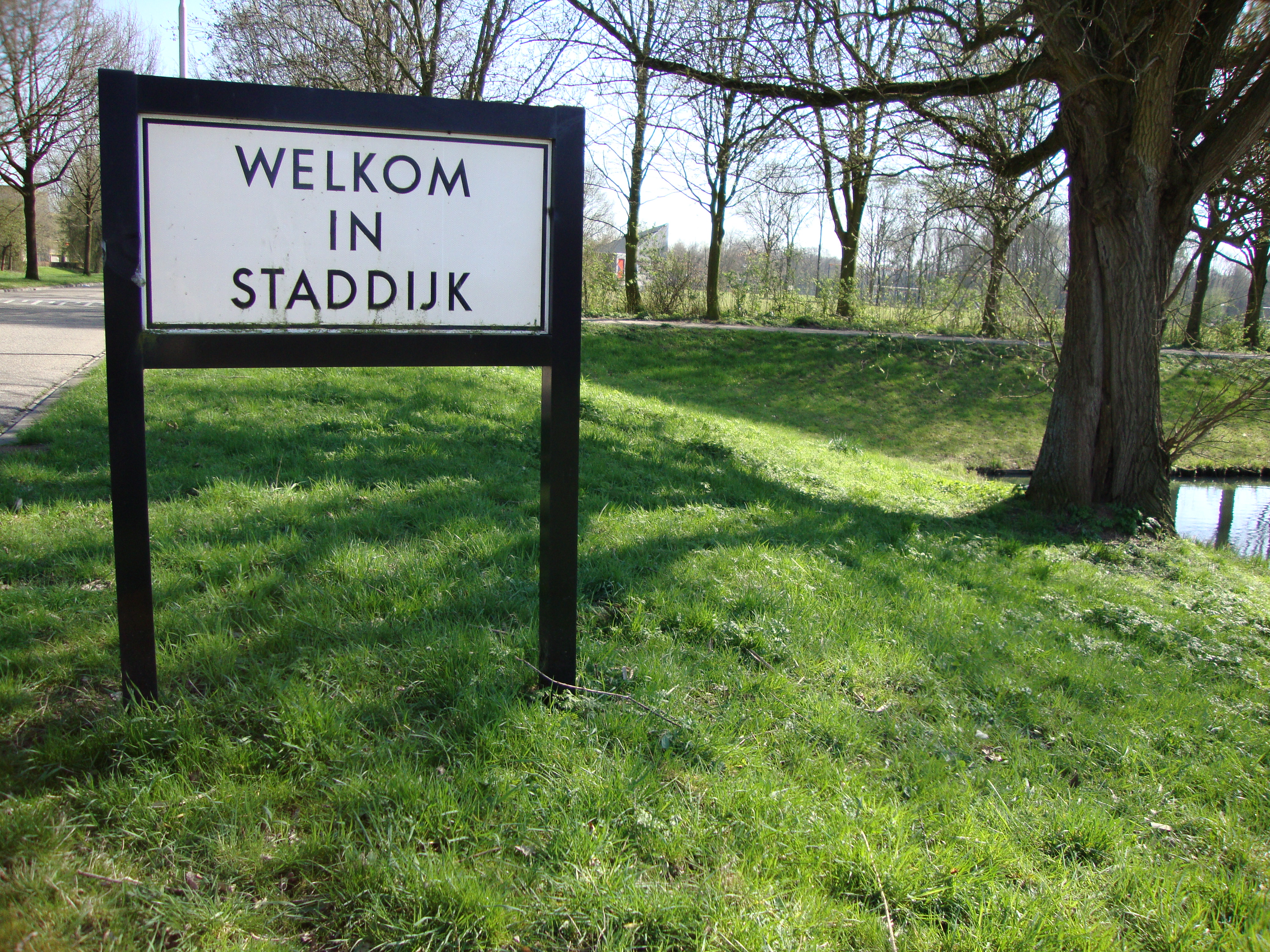
Welkomstbord bij Staddijk
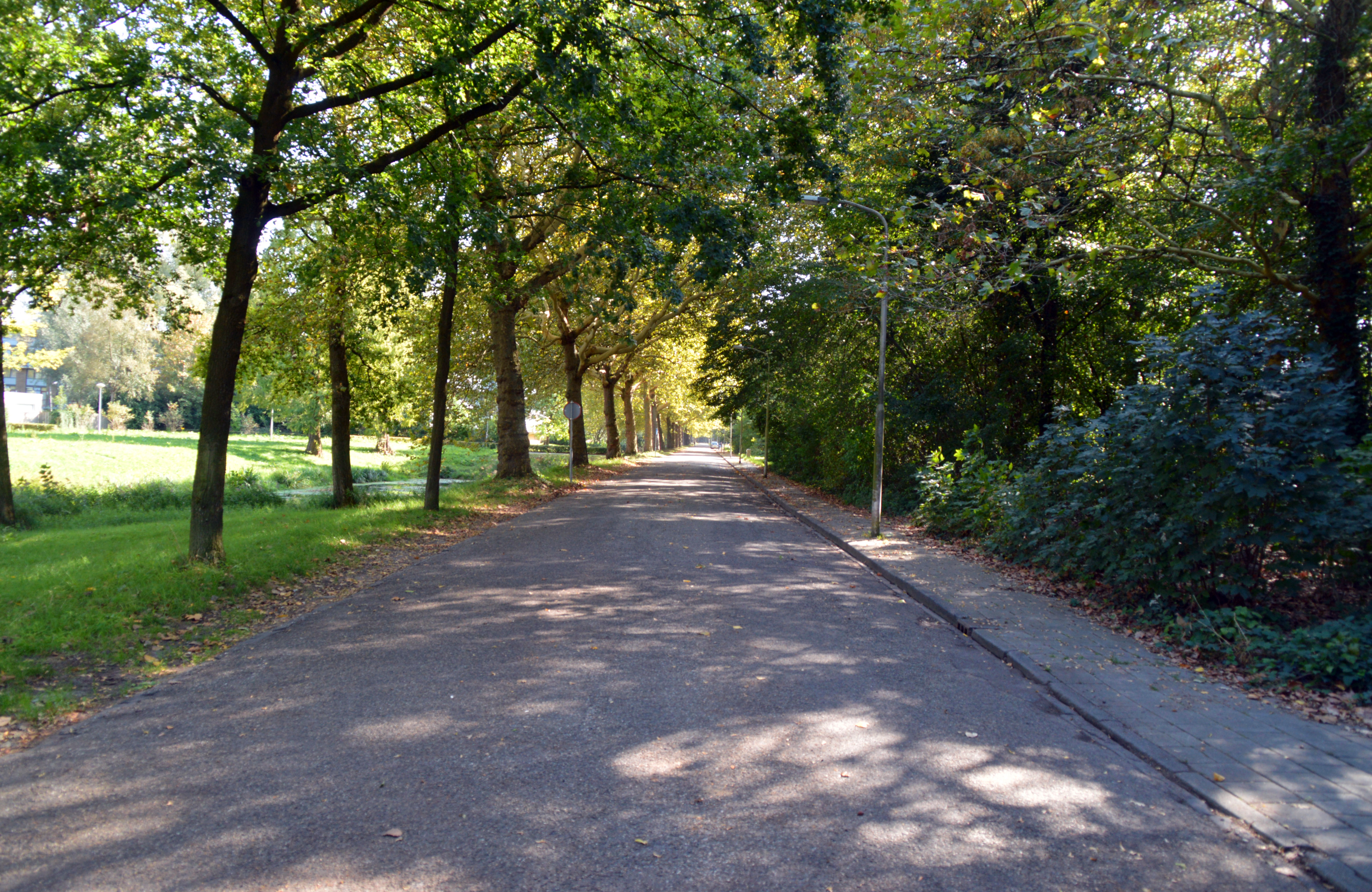
Staddijk
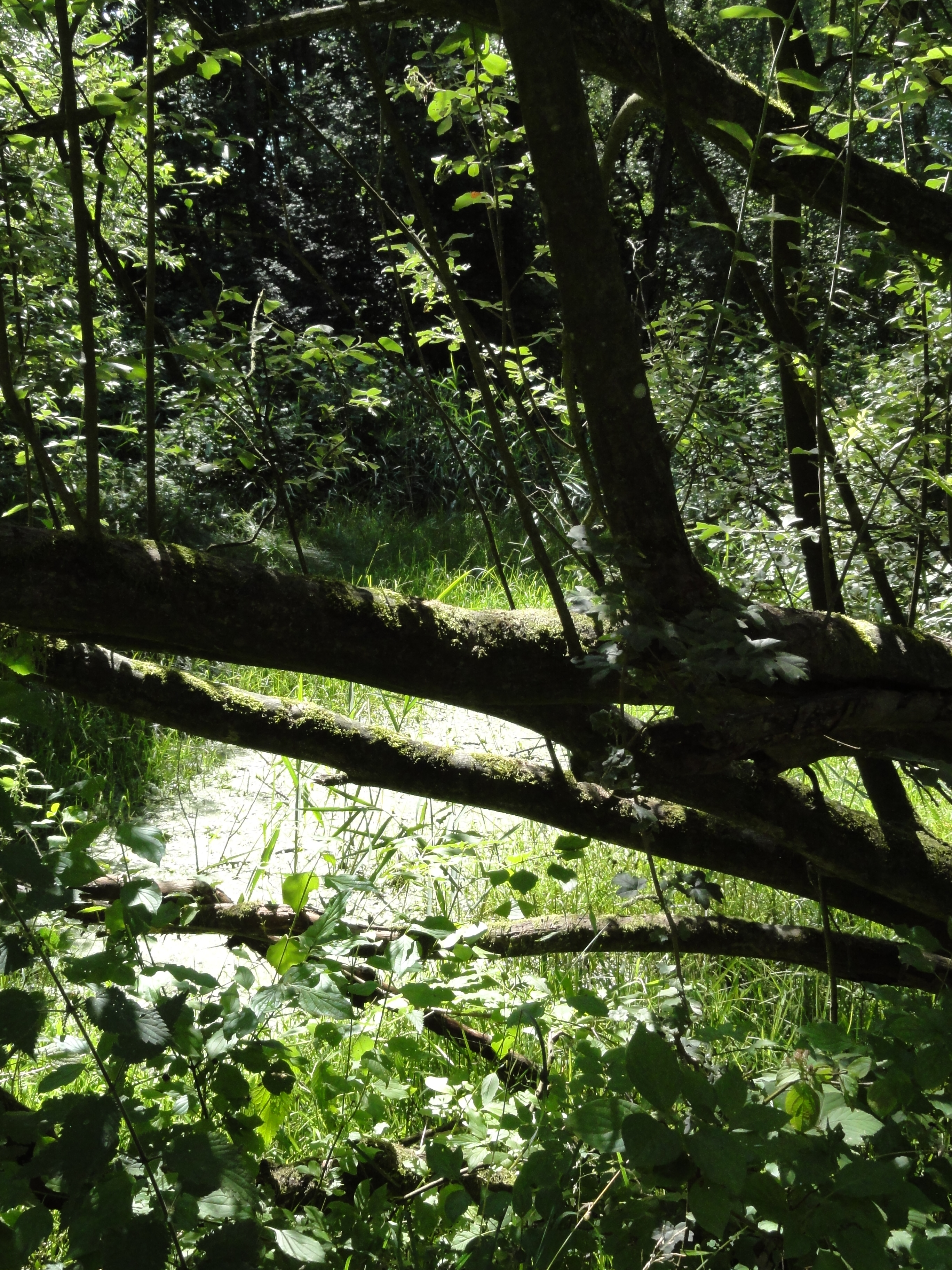
Stadspark Staddijk, van origine moerasbos
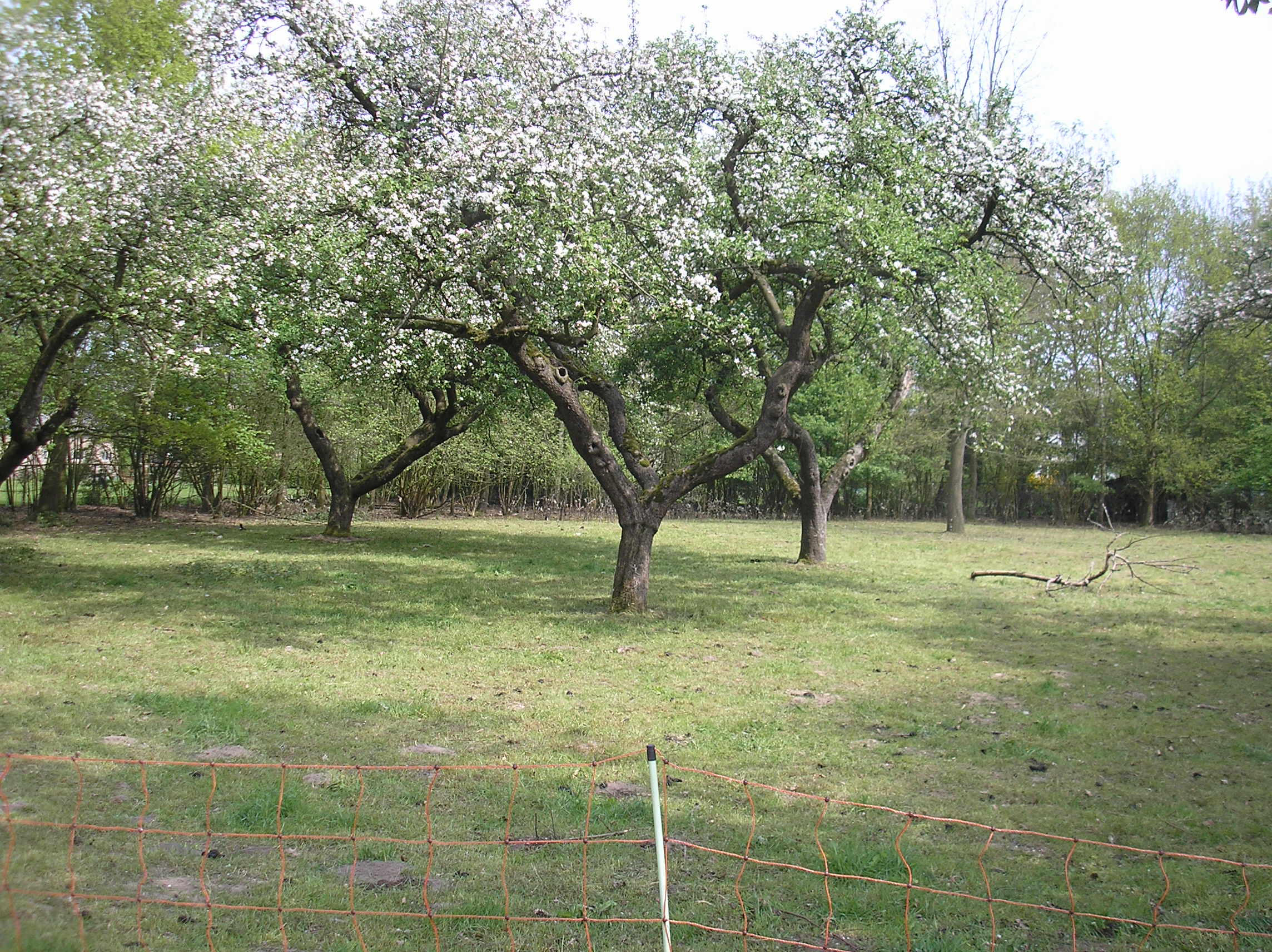
Historische appelboomgaard in Stadspark Staddijk, de lentebloesem
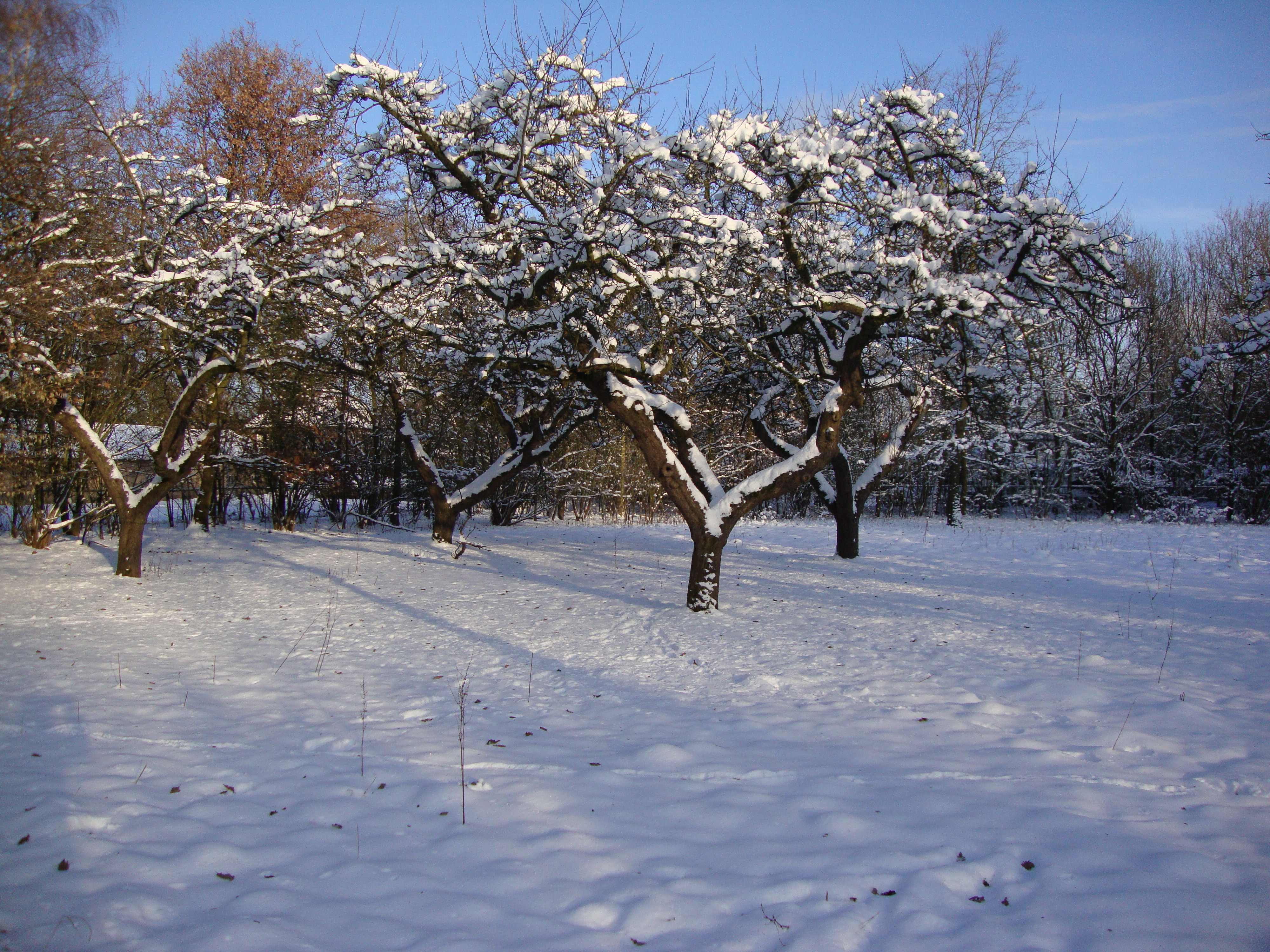
Historische appelboomgaard in Stadspark Staddijk, witte Kerst 2010
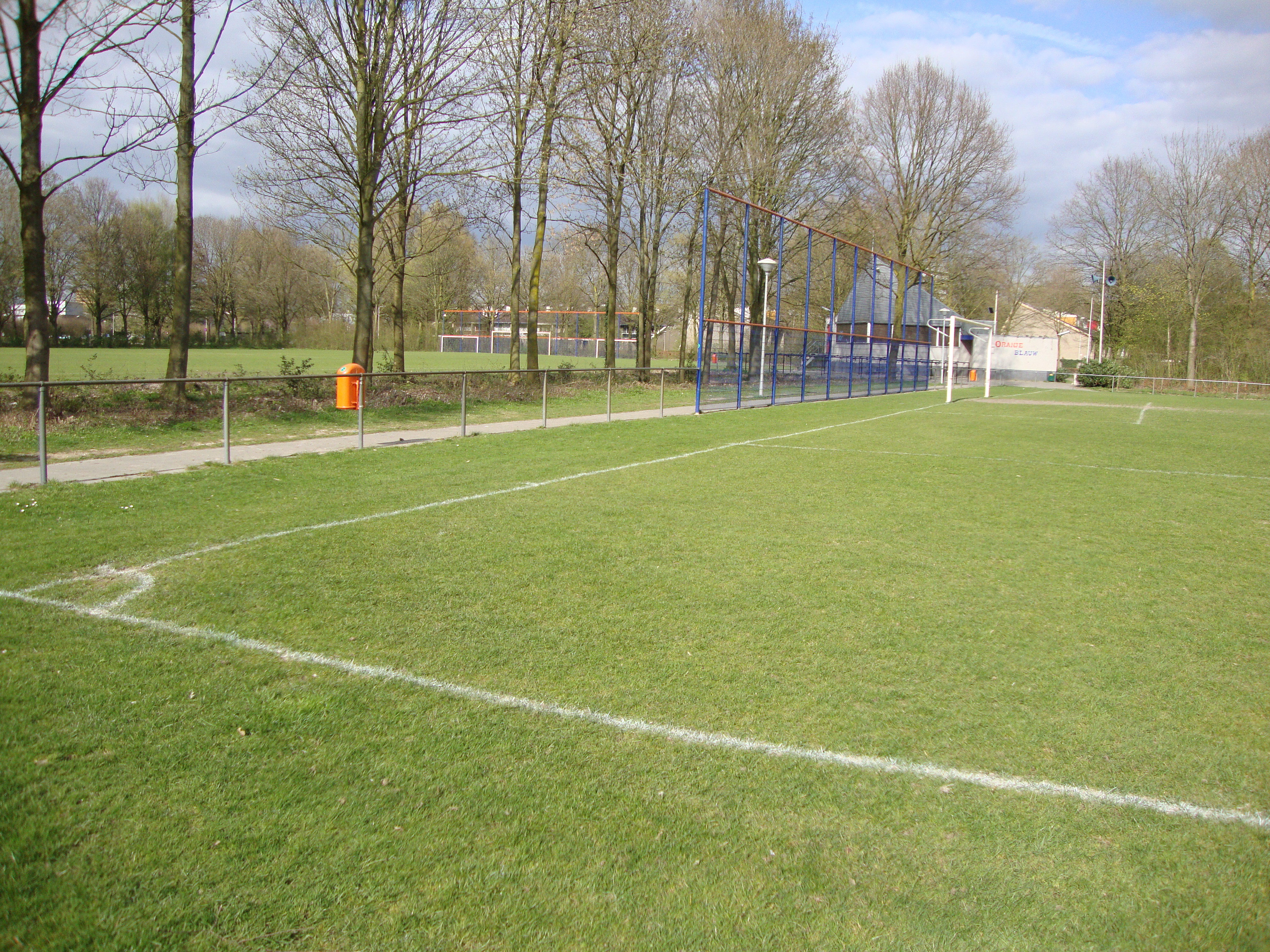
Staddijk, voetbalvelden Oranje-Blauw
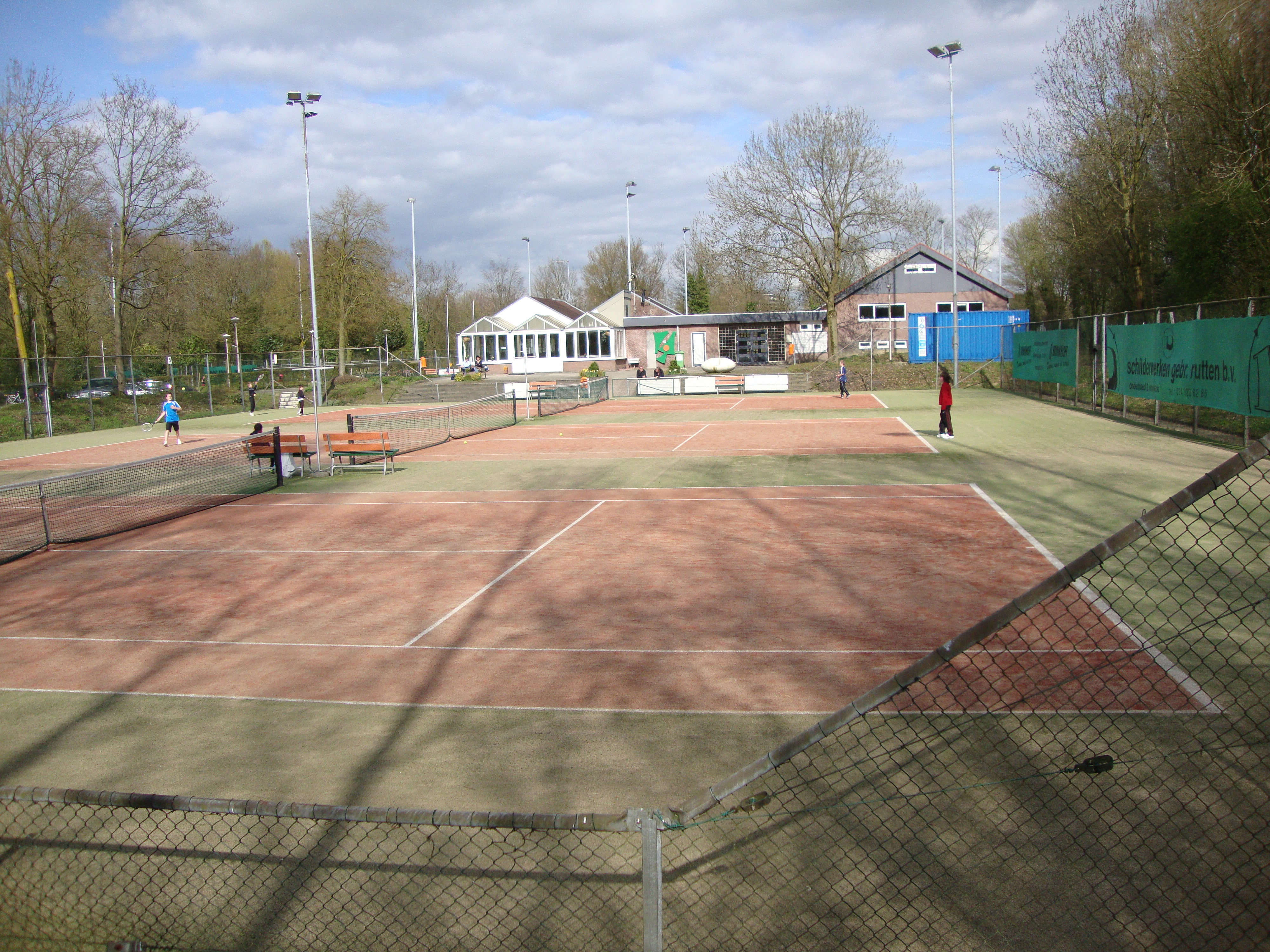
Tennisbanen Staddijk
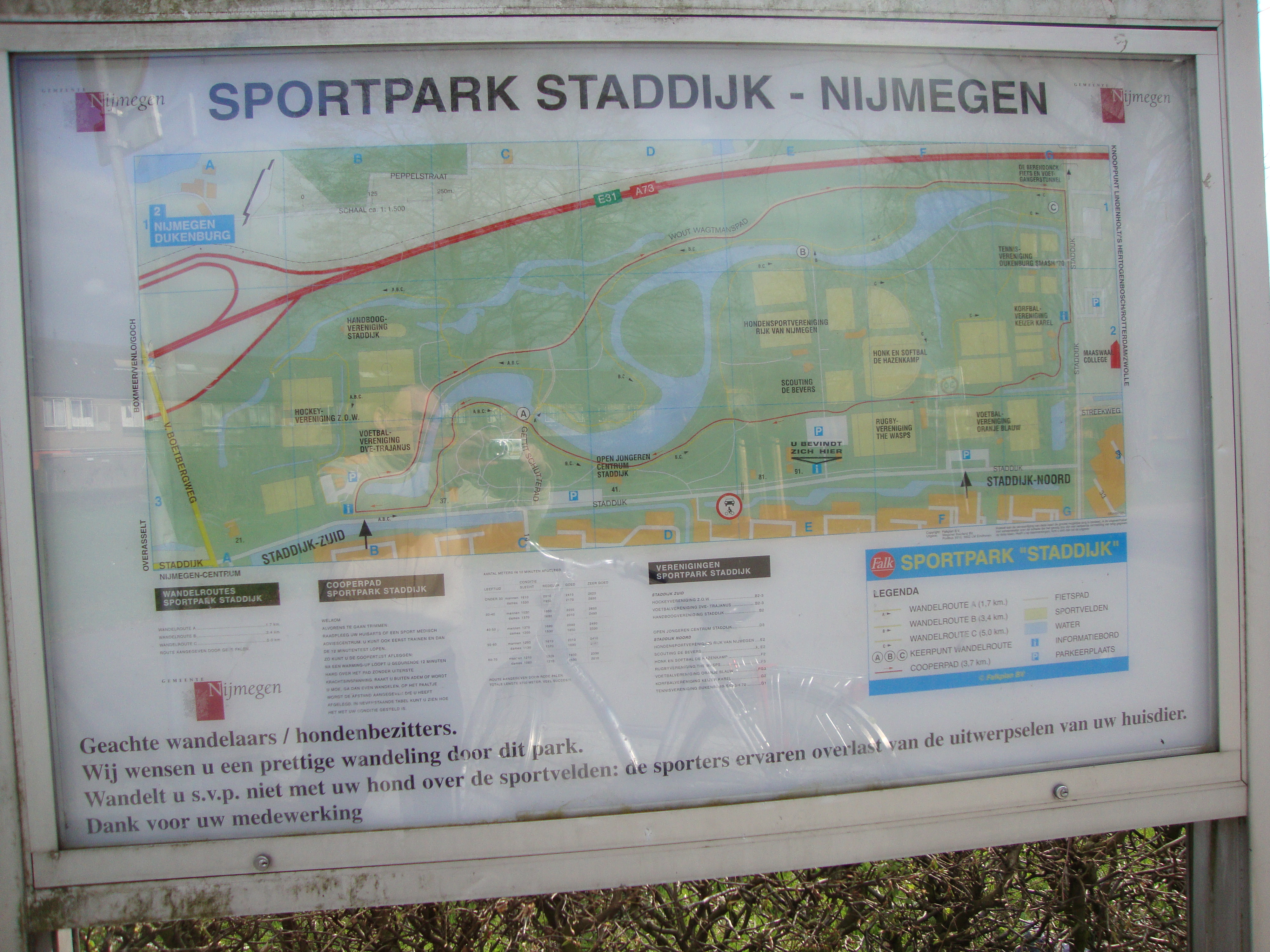
Plattegrond sportpark Staddijk